# Coliseum Alfonso Pérez
Coliseum Alfonso Pérez é um estádio de futebol da Espanha localizado em Getafe. É onde atua o Getafe CF.